# Odaxelagni

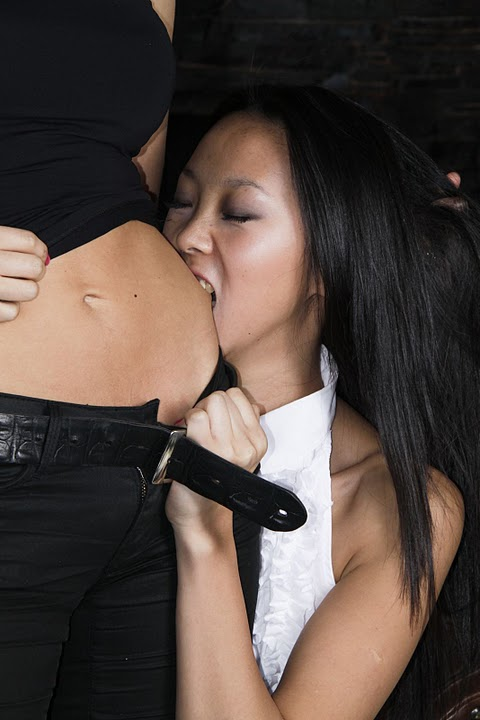
Exempel på odaxelagni.

Odaxelagni, av grekiska ὀδαξάω, "bita", är en parafili där man blir sexuellt upphetsad av att bita eller bli biten. Odaxelagni anses vara en mild variant av sadomasochism.